# العلاقات الكويتية الإريترية
العلاقات الكويتية الإريترية هي العلاقات الثنائية التي تجمع بين الكويت وإريتريا.

## مقارنة بين البلدين
هذه مقارنة عامة ومرجعية للدولتين:
| وجه المقارنة                                              | الكويت        | إريتريا                                      |
| --------------------------------------------------------- | ------------- | -------------------------------------------- |
| المساحة (كم2)                                             | 17.82 ألف     | 117.60 ألف                                   |
| عدد السكان (نسمة)                                         | 4.14 مليون    | 6.33 مليون                                   |
| الكثافة السكانية (ن./كم²)                                 | 232.32        | 53.83                                        |
| العاصمة                                                   | مدينة الكويت  | أسمرة                                        |
| اللغة الرسمية                                             | اللغة العربية | اللغة التغرينية، اللغة العربية، لغة إنجليزية |
| العملة                                                    | دينار كويتي   | ناكفا                                        |
| الناتج المحلي الإجمالي (بليون دولار)                      | 120.13 مليار  | 2.61 مليار                                   |
| الناتج المحلي الإجمالي (تعادل القوة الشرائية) بليون دولار | 290.53 مليار  |                                              |
| الناتج المحلي الإجمالي الاسمي للفرد دولار أمريكي          | 29.30 ألف     |                                              |
| الناتج المحلي الإجمالي للفرد دولار أمريكي                 | 73.25 ألف     |                                              |
| مؤشر التنمية البشرية                                      | 0.816         | 0.391                                        |
| رمز المكالمات الدولي                                      | +965          | +291                                         |
| رمز الإنترنت                                              | .kw           | .er                                          |
| المنطقة الزمنية                                           | ت ع م+03:00   | ت ع م+03:00                                  |

## منظمات دولية مشتركة
يشترك البلدان في عضوية مجموعة من المنظمات الدولية، منها:
| علم المنظمة | اسم المنظمة                        | تاريخ انضمام الكويت | تاريخ انضمام إريتريا |
| ----------- | ---------------------------------- | ------------------- | -------------------- |
|             | مؤسسة التمويل الدولية              | 13 سبتمبر 1962      | 11 أكتوبر 1995       |
|             | منظمة حظر الأسلحة الكيميائية       | ?                   | ?                    |
|             | البنك الإفريقي للتنمية             | ?                   | ?                    |
|             | يونسكو                             | 18 نوفمبر 1960      | 2 سبتمبر 1993        |
|             | الأمم المتحدة                      | 14 مايو 1963        | 28 مايو 1993         |
|             | الاتحاد الدولي للاتصالات           | 14 أغسطس 1959       | 6 أغسطس 1993         |
|             | منظمة الشرطة الجنائية الدولية      | ?                   | ?                    |
|             | البنك الدولي للإنشاء والتعمير      | 13 سبتمبر 1962      | 6 يوليو 1994         |
|             | الاتحاد البريدي العالمي            | ?                   | ?                    |
|             | مؤسسة التنمية الدولية              | 13 سبتمبر 1962      | 6 يوليو 1994         |
|             | وكالة ضمان الاستثمار متعدد الأطراف | 12 أبريل 1988       | 10 سبتمبر 1996       |

## وصلات خارجية
- موقع وزارة الخارجية الكويتية